# Powellinia variata
Powellinia variata är en fjärilsart som beskrevs av Charles E. Rungs 1952. Powellinia variata ingår i släktet Powellinia och familjen nattflyn. Inga underarter finns listade i Catalogue of Life.